# هاملت مخيتاريان
هاملت فلاديمري مخيتاريان (أرمني: Համլետ Վլադիմիրի Մխիթարյան؛ مواليد 24 نوفمبر 1973 في يريفان، أرمينيا) لاعب كرة قدم أرمني متقاعد. لعب أيضا لفريق أرمينيا الوطني.

## وظيفة النادي
في عام 2005، كان مخيتاريان على وشك التوقيع مع نادي هارتس الإسكتلندي، ولكن لم يتم توقيع العقد بين الطرفين بسبب تعقيدات تراخيص العمل. في أكتوبر 2006، انضم إلى نادي باسل في طهران في الدوري الإيراني للمحترفين. في عام 2007، بعد أن تم حل باس رسميا، وقع مع نادي آخر في طهران، راه آهان. بعد أن لعب لمدة موسمين، انضم إلى نادي بناتس يريفان الأرمني الممتاز وعاد إلى بلاده. عاد لاحقاً إلى إيران حيث وقع عقداً مع دماش جيلان. في موسم واحد لعب في نادي طهران الثالث، بارس طهران. يلعب مخييستان حاليا مع جاهار زاجروس.

## مهنة دولية
مخييتان ظهر لأول مرة للمنتخب الوطني الأرميني في مباراة ودية خارج الولايات المتحدة في 15 مايو 1994. شارك هاملت في 56 مباراة دولية وسجل هدفين. غادر الفريق الوطني في عام 2008. 

## الروابط الخارجية
```
* 
هاملت مخيتاريان
 على موقع 
الاتحاد الدولي
 (مؤرشف) 
 (الإنجليزية)
```

- هاملت مخيتاريان على موقع الاتحاد الأوربي (الإنجليزية)
- هاملت مخيتاريان على موقع قاعدة بيانات كرة القدم.إي يو (الإنجليزية)
- هاملت مخيتاريان على موقع ناشيونال فوتبول تيمز (الإنجليزية)
- هاملت مخيتاريان على موقع Soccerway.com (الإنجليزية)